# Cruel Summer (álbum de Ace of Base)
Cruel Summer es el tercer álbum de estudio estadounidense del grupo pop sueco Ace of Base. Cuando Flowers vendió cuatro millones de copias después de su lanzamiento en Europa, Asia y África el 15 de junio de 1998, Arista Records decidió lanzar su propia versión del álbum en los EE. UU. y Japón, re-titulado Cruel Summer. Fue el primer álbum donde aparecía Jenny como vocalista en lugar de Linn (quien aparecía como vocalista en los álbumes anteriores).
Cruel Summer fue lanzado el 25 de agosto de 1998 en Japón, con dos bonus tracks, y el 1 de septiembre de 1998 en Estados Unidos. Las ventas no fueron tan exitosas como las del álbum Flowers. Cruel Summer vendió apenas 122.000 copias. La versión estadounidense sólo contenía remixes de varias de las canciones originales, y una canción nueva, "Everytime It Rains". Después ningún otro álbum de Ace of Base fue lanzado en los Estados Unidos.

## Antecedentes
En 1996, la banda terminó la promoción del álbum The Bridge, que había vendido siete millones de álbumes en todo el mundo. Ace of Base no regresó de inmediato al estudio de grabación como lo hicieron después de su segundo álbum. Linn Berggren, miembro de la banda, cansada de tanta atención, regresó a casa antes de que el grupo terminara su gira por Asia. El cuarteto se tomó un descanso de las grabaciones y las giras; y Ulf Ekberg se mudó a Marbella, España.
A mediados de 1997, las compañías discográficas de la banda pidieron a Ace of Base el nuevo material. Los representantes de Arista Records pidieron específicamente temas de corte "veraniego". En otoño de 1997, "Doctor Sun" había sido grabada. Esta fue la primera canción terminada para el nuevo álbum. Los miembros de la banda tocaron esta canción en varios clubes en Gotemburgo como prueba. Originalmente, la canción contaba con las voces de los cuatro miembros del grupo, pero la voz de Ulf fue finalmente cortada en la versión final, versión que no fue lanzada en los Estados Unidos.
Los miembros de la banda se habían resistido a grabar otro cover, pero ante la insistencia de la compañía discográfica, Jonas Berggren eligió la canción "Cruel Summer" del grupo Bananarama. La versión original, sin embargo, se consideró inadecuada, y una nueva versión producida por el presidente de Arista Clive Davis fue puesta en su lugar.
Jenny había escrito una sola canción para el nuevo álbum: "He Decides". Sin embargo, esta canción también fue considerada inadecuada en su versión original, y fue remixada por Charles Fisher. La mezcla resultante era más oscura en el tono que la original. Ulf compuso "más de veinte canciones", pero solo una fue utilizado en este disco. Linn escribió y produjo un demo titulado "Lapponia", pero también fue rechazado.
En su lugar, Arista optó por las canciones escritas por Jonas para la versión estadounidense, aunque sólo algunas de estas canciones fueron considerados adecuadas para el álbum en sus versiones originales. Se le pidió a Jenny grabar nuevas voces para la canción "Donnie", y la voz de Linn se cortó por completo. 
"Life Is a Flower" se consideró inadecuada para el público estadounidense, a pesar de haberse posicionado en buenos lugares en las listas de éxitos musicales en todo el mundo. Clive Davis ordenó una nueva versión de la misma, la cual se llamó "Whenever You're Near Me", una canción de amor de género adult contemporary.
Las voces originales de Jenny en la canción "Everytime it Rains" también se consideraron inadecuadas, así que se utilizó una versión con la voz de Linn en su lugar.
"Travel to Romantis" y "Always Have, Always Will", también fueron editadas por su lanzamiento en los EE. UU.
Mientras que los miembros de la banda comenzaron su promoción para el lanzamiento mundial del álbum Flowers, los ejecutivos de Arista vacilaban sobre si habría un álbum para los EE. UU. o no. En la primavera de 1998, los representantes de Arista comentaron que el álbum era "demasiado chicle" y que no sería lanzado en lo absoluto en los Estados Unidos. Cuando quedó claro que el álbum se vendía bien en Europa, los representantes de Arista cedieron, y el álbum fue lanzado, tres meses después con la versión europea. Sin embargo, el nombre del álbum fue rechazado. Arista se decidió por el nombre Everytime it Rains, pero cambió la canción para la promoción, por lo que el nuevo título del álbum fue Cruel Summer después de haber impreso 500.000 copias de ese sencillo.
El álbum resultante no se vendió bien. Alcanzó el puesto # 101 del Billboard's Hot 200 Álbum chart, pero no obtuvo un buen resultado en sus ventas. El álbum se retiró de las listas poco después de su lanzamiento, a pesar de las buenas críticas de Fred Bronson, quien elogió al álbum por su sonido retro. Un segundo sencillo, "Whenever You're Near Me", recibió poca atención, y no fue correctamente promocionado en la página web de Arista (fue mencionado como "Whenever You Need Me", a pesar de los esfuerzos de los fanes para que el error sea corregido). La compañía discográfica pronto dejó de realizar cualquier promoción adicional. La revista People informó en diciembre de 1998 que sólo 122.000 copias del álbum había sido vendidas, mientras que el álbum Flowers obtuvo un disco multiplatino.
A pesar de que el álbum no fue un éxito en los EE. UU., muchas de las canciones del álbum estuvieron disponibles vía importación en las tiendas de Estados Unidos.

## Lista de canciones

### Edición EE.UU./Argentina
1. "Cruel Summer"
2. "Donnie"
3. "Whenever You're Near Me"
4. "Everytime It Rains"
5. "Adventures In Paradise"
6. "Don't Go Away"
7. "Cecilia"
8. "He Decides"
9. "Always Have, Always Will"
10. "Tokyo Girl"
11. "Travel To Romantis" (Love To Infinity Radio Remix)
12. "Cruel Summer" (Blazin' Rhythm Remix)

## Lista de canciones

### Edición Japón
1. "Cruel Summer" (Cutfather & Joe Mix)
2. "Donnie" (Ole Evenrude Version)
3. "Life Is a Flower"
4. "Everytime It Rains"
5. "Adventures in Paradise"
6. "Don't Go Away"
7. "Cecilia"
8. "He Decides" (Fisher Mix) (aka US Version)
9. "Always Have, Always Will" (US Edit)
10. "Tokyo Girl"
11. "Travel to Romantis" (Love to Infinity Radio Remix)
12. "Cruel Summer" (Blazin' Rhythm Remix)
13. "Dr. Sun"
14. "Into the Night of Blue"

## Ventas
- Canadá: +50 000 unidades vendidas - disco de oro
- Japón: 142 840 unidades vendidas
- EE. UU.: +125 000 unidades vendidas